# Cecaibidion
Cecaibidion is een kevergeslacht uit de familie van de boktorren (Cerambycidae). De wetenschappelijke naam van het geslacht werd voor het eerst geldig gepubliceerd in 2001 door Galileo & Martins.

## Soorten
Cecaibidion is monotypisch en omvat slechts de volgende soort:
- Cecaibidion bivittatum Galileo & Martins, 2001